# Like a Virgin (sång)
"Like a Virgin" är en låt framförd av den amerikanska popartisten Madonna, utgiven som den första singeln från hennes andra studioalbum med samma namn den 6 november 1984. Låten skrevs av Billy Steinberg och Tom Kelly och producerades av Nile Rodgers. Steinberg har sagt att inspirationen är hämtad från sina personliga erfarenheter av romantik. Den valdes till Madonna av Michael Ostin på Warner Bros. Records efter att han hade hört en demoversion sjungen av Kelly. Till en början kände Rodgers att låten inte hade en tillräckligt bra hook och att den inte passade för Madonna, men ändrade senare sin uppfattning efter att hooken hade fastnat i hans huvud.
Musikaliskt sett är "Like a Virgin" en dance-orienterad låt, sammansatt av två hooks. Madonnas sångröst hörs i ett högre register medan ett kontinuerligt trumarrangemang hörs längs basgången. Låttexten är tvetydig och innehåller en dold antydan. I sexuella termer kan texten tolkas på olika sätt för olika människor. "Like a Virgin" möttes av positiva recensioner från nutida såväl som äldre kritiker, som vid upprepande tillfällen har benämnt den som en av de definierande låtarna för Madonna. Den blev hennes första singeletta på Billboard Hot 100 och toppade dessutom listorna i Australien, Kanada och Japan samt gick in på topp 10 i ett stort antal andra länder.
Musikvideon till låten regisserades av Mary Lambert, som hade arbetat ihop med Madonna på hennes föregående singel "Borderline". Den filmades i Venedig i Italien och delvis i New York i juli 1984.

## Coverversioner
"Weird Al" Yankovic har gjort en parodi på låten, betitlad "Like a Surgeon".

## Låtlista
| - Amerikansk 7"-vinylsingel 1. "Like a Virgin" (album version) – 3:38 2. "Stay" (album version) – 4:04 - Amerikansk/kanadensisk 12"-maxisingel 1. "Like a Virgin" (extended dance remix) – 6:04 2. "Stay" (album version) – 4:04 | - Japansk 12"-vinylpromosingel 1. "Like a Virgin" (extended dance remix) – 6:07 2. "Supernatural Love" (av Donna Summer) – 6:11 - Tysk/brittisk CD-maxisingel (1995) 1. "Like a Virgin" (extended dance remix) – 6:04 2. "Stay" – 4:04 |

## Medverkande
- Madonna – sång
- Billy Steinberg – låtskrivare
- Tom Kelly – låtskrivare
- Nile Rodgers – producent, trumprogrammering, gitarr
- Bernard Edwards – bas
- Tony Thompson – trummor
- Rob Sabino – bassynthesizer, diverse synthesizers
- Jellybean Benitez – remix av 12"-vinylversionen

Medverkande är hämtade ur albumhäftet till Like a Virgin.

## Listplaceringar
| Lista (1984/1985)                               | Topplacering |
| ----------------------------------------------- | ------------ |
| USA, Billboard Hot 100                          | 1            |
| USA, Billboard Hot 100 Airplay                  | 1            |
| USA, Billboard Hot 100 Singles Sales            | 1            |
| USA, Billboard Adult Contemporary               | 29           |
| USA, Billboard Hot R&B/Hip-Hop Singles & Tracks | 9            |
| USA, Billboard Hot Dance Music/Club Play        | 1            |
| USA, ARC Weekly Top 40                          | 1            |
| Australien                                      | 1            |
| Österrike                                       | 8            |
| Brasilien                                       | 1            |
| Kanada                                          | 1            |
| Chile                                           | 1            |
| Eurochart Hot 100                               | 1            |
| Japan Oricon International Singles Chart        | 1            |
| Frankrike                                       | 8            |
| Västtyskland                                    | 4            |
| Republiken Irland                               | 4            |
| Israel                                          | 2            |
| Italien                                         | 1            |
| Norge                                           | 8            |
| Sydafrika                                       | 1            |
| Schweiz                                         | 9            |
| Sverige                                         | 15           |
| Storbritannien                                  | 3            |

### Fotnoter
1. ↑  ”Madonna”. Arkiverad från originalet den 2 januari 2010. https://web.archive.org/web/20100102054621/http://madonna.com/discography/index/album/albumId/37/. Läst 25 juni 2011.
2. ↑  Singelhäfte för "Like a Virgin" av Madonna [Amerikansk 7"-vinylsingel]. W 9210.
3. ↑  Singelhäfte för "Like a Virgin" av Madonna [Kanadensisk 12"-maxisingel]. 20239-0.
4. ↑  Singelhäfte för "Like a Virgin" av Madonna [Amerikansk 12"-maxisingel]. 92 02390Q.
5. ↑  Singelhäfte för "Like a Virgin" av Madonna [Japansk 12"-vinylpromosingel]. PS-258.
6. ↑  Albumhäfte för Like a Virgin av Madonna [LP/CD]. Madonna. Sire Records. 1984. 9 25157-2.